# Claudio Radonich
Claudio Andrés Radonich Jiménez (Temuco, Chile, 26 de marzo de 1973) es un abogado y político chileno, actual alcalde de la comuna de Punta Arenas. Entre 2013 y 2014 se desempeñó como Intendente de la Región de Magallanes, designado durante el primer gobierno del presidente Sebastián Piñera.

## Biografía
Estudio en la Universidad Diego Portales recibiéndose de Licenciado en Ciencias Jurídicas y Sociales; también se tituló de Abogado con post título en Alta Dirección Municipal en la Universidad Adolfo Ibáñez.
Fue docente en el magíster de gerencia pública en FLACSO, en el diplomado de Probidad y Buen Gobierno de la Pontificia Universidad Católica de Chile. También fue profesor ayudante de pregrado en Derecho Administrativo de la Universidad Central y de la cátedra de Gobiernos Locales en la Escuela de Gobierno de la Universidad del Desarrollo.
Ha sido investigador asociado de la Fundación Jaime Guzmán y coordinador general de proyectos del Programa Naciones Unidas para el Desarrollo (PNUD), en temas del ámbito municipal.
Se desempeñó como director jurídico de la Asociación Chilena de Municipalidades durante seis años y fue jefe de la División Jurídico-Legislativa de la Subsecretaría de Desarrollo Regional y Administrativo del Ministerio del Interior.

## Carrera política
Es militante de Renovación Nacional desde los 18 años y en 2009 postuló como candidato a diputado por el Distrito 60 correspondiente a la Región de Magallanes, pero no resultó elegido.
En 2013 compitió en las primarias parlamentarias realizadas por RN para designar su candidato a diputado por Magallanes, resultando derrotado ante Gloria Vilicic.
Ejerció como jefe de la División de Relaciones Políticas e Institucionales del Ministerio Secretaría General de la Presidencia hasta su nombramiento como Intendente de la Región de Magallanes en septiembre de 2013. Dejó el cargo en marzo de 2014.
En julio de 2016 fue confirmado como candidato del pacto Chile Vamos a la alcaldía de Punta Arenas. En las elecciones del mes de octubre obtuvo el 47,17% de los votos, derrotando al edil en ejercicio Emilio Boccazzi. Asumió el cargo el 6 de diciembre de 2016.

## Historial electoral

### Elecciones parlamentarias de 2009
- Elecciones parlamentarias de 2009 a Diputados por el distrito 60 (Río Verde, Antártica, Laguna Blanca, Natales, Cabo de Hornos, Porvenir, Primavera Punta Arenas, San Gregorio, Timaukel y Torres del Paine)[8]

| Candidato                          | Pacto                                            | Partido | Votos  | %     | Resultado |
| ---------------------------------- | ------------------------------------------------ | ------- | ------ | ----- | --------- |
| Carolina Goic Boroevic             | Concertación y Juntos Podemos por más Democracia | DC      | 22 498 | 34,00 | Diputada  |
| Miodrag Marinovic Solo de Zaldívar | Independiente                                    | IND     | 17 512 | 26,47 | Diputado  |
| Claudio Radonich Jiménez           | Coalición por el Cambio                          | RN      | 9315   | 14,08 |           |
| Ana María Díaz Pérez               | Concertación y Juntos Podemos por más Democracia | PS      | 4877   | 7,37  |           |
| Arturo Storaker Molina             | Coalición por el Cambio                          | UDI     | 4520   | 6,83  |           |
| Luis Burgos Sanhueza               | Nueva Mayoría para Chile                         | ILC     | 3570   | 5,40  |           |
| Jaime Jelincic Aguilar             | Nueva Mayoría para Chile                         | ILC     | 2230   | 3,37  |           |
| Ana Quilahuilque Chávez            | Chile Limpio. Vote Feliz                         | PRI     | 624    | 0,94  |           |
| Sergio Nelson Tapia Ogeda          | Independiente                                    | IND     | 566    | 0,86  |           |
| Alex Andrade Veli                  | Chile Limpio. Vote Feliz                         | PRI     | 451    | 0,68  |           |

### Primarias parlamentarias de 2013
- Primarias parlamentarias de Renovación Nacional de 2013 para candidato a diputado por el distrito 60

|  | 23,12 % |

|  | 41,86 % |

|  | 35,02 % |

### Elecciones municipales de Punta Arenas de 2016
- Elecciones municipales de Chile de 2016 por la alcaldía de Punta Arenas

| Candidato                | Pacto                              | Partido                 | Votos  | %     | Resultado         |
| ------------------------ | ---------------------------------- | ----------------------- | ------ | ----- | ----------------- |
| Claudio Radonich Jiménez | Chile Vamos                        | RN                      | 15 209 | 47,2  | Alcalde           |
| Ramón Lobos Vásquez      | Nueva Mayoría                      | PS                      | 6576   | 20,4  |                   |
| Emilio Bocazzi Campos    | Independiente                      | Ind.                    | 5588   | 17,3  |                   |
| Jessica Bengoa Mayorga   | Independiente                      | Ind.                    | 2846   | 8,8   |                   |
| David Romo Garrido       | Independiente                      | Ind.                    | 748    | 2,3   |                   |
| Víctor Aguilar Oyola     | Independiente                      | Ind.                    | 534    | 1,7   |                   |
| Verónica Oyarzún Oyarzo  | Partido Regionalista de Magallanes | PRM                     | 395    | 1,2   |                   |
| Emilio Aguilar Alvarado  | Independiente                      | Ind.                    | 346    | 1,1   |                   |
| Participación electoral  | Participación electoral            | Participación electoral | 33 165 | 100,0 | Abstención: 72.5% |
| Fuente: Emol             |                                    |                         |        |       |                   |

### Elecciones municipales de 2021
- Elecciones municipales de 2021, por la alcaldía de Punta Arenas[11]

| Candidato                | Pacto         | Partido | Votos  | %     | Resultado |
| ------------------------ | ------------- | ------- | ------ | ----- | --------- |
| Claudio Radonich Jiménez | Chile Vamos   | RN      | 21 923 | 47,09 | Alcalde   |
| Arturo Díaz Valderrama   | Frente Amplio | Ind.    | 13 468 | 28,96 |           |
| Luis Legaza Soto         | Independiente | Ind.    | 11 138 | 23,95 |           |